# كاتدرائية السيدة العذراء (درسدن)
كاتدرائية السيدة العذراء هي كنيسة لوثرية تقع في درسدن، ألمانيا.